# Ilan Van Wilder
Ilan Van Wilder (Jette, 14 de maio de 2000) é um ciclista belga membro da equipa Team Sunweb.

## Palmarés
- 2019
  - 1 etapa do Grande Prêmio Priessnitz Spa sub-23

- 2020
  - 3.º no Campeonato Europeu Contrarrelógio sub-23 [2]

## Resultados em Grandes Voltas
| Corrida | Corrida         | 2020 |
| ------- | --------------- | ---- |
|         | Giro d'Italia   | —    |
|         | Tour de France  | —    |
|         | Volta a Espanha | Ab.  |

—: não participa 

Ab.: abandono 